# Espinasse (Puy-de-Dôme)
Cet article concerne la commune. Pour le hameau (et la narse), voir Saulzet-le-Froid.
Pour les articles homonymes, voir Espinasse.
Espinasse est une commune française de la région Auvergne-Rhône-Alpes, située dans le département du Puy-de-Dôme, au nord-ouest de l'arrondissement de Riom. Ses habitants sont appelés les Espinassois.
Petit village des Combrailles, dans l'ancien canton de Saint-Gervais-d'Auvergne, le bourg est niché dans un creux, à environ neuf kilomètres à l'ouest de la ville de Saint-Gervais-d'Auvergne.
Lors du Moyen Âge et de l'époque moderne, la région des Combrailles était d'une importance capitale au niveau territorial car elle était située au croisement de plusieurs seigneuries bourbonnaises, marchoises et auvergnates.
Elle a accueilli jusqu'à 1 220 habitants à la fin du XIXe siècle et a connu un déclin démographique jusqu'en 1990, déclin essentiellement lié à l'exode rural, avant d'observer, depuis la fin du XXe siècle, un phénomène de retour à la vie rurale, dont la commune semble bénéficier.

## Géographie

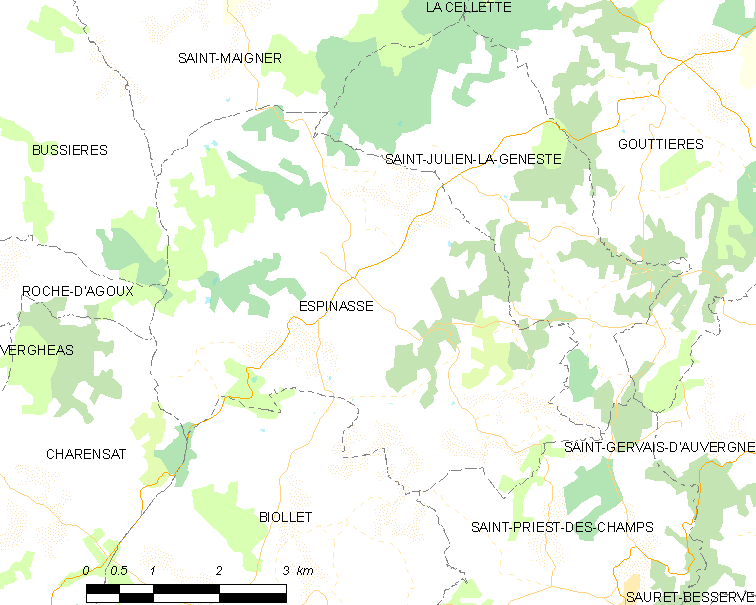
Carte d'Espinasse

### Site et situation
Espinasse signifiant buisson d'épines, la commune est entourée de bois de sapins, pins et épineux comme l'aubépine. Elle s'étend sur 2 395 hectares.
Se situant dans les Combrailles, elle se caractérise par un relief de type plateau-moyenne montagne avec des bosses et des creux. Situé à 681 mètres d'altitude, aucun cours d'eau ne traverse le bourg d'Espinasse même, mais la commune est parsemée de petits ruisseaux (le ruisseau de Chanteranne et l'Auzelle).
Espinasse est situé à 41 km au Sud de Montluçon et à 51 km au nord-ouest de Riom, les plus grandes villes à proximité. La commune est proche du parc naturel régional des volcans d'Auvergne à environ 30 km et à 43 km de Vulcania.
Le bourg est localisé à neuf kilomètres de distance à vol d'oiseau à l'ouest de la commune de Saint-Gervais-d'Auvergne.

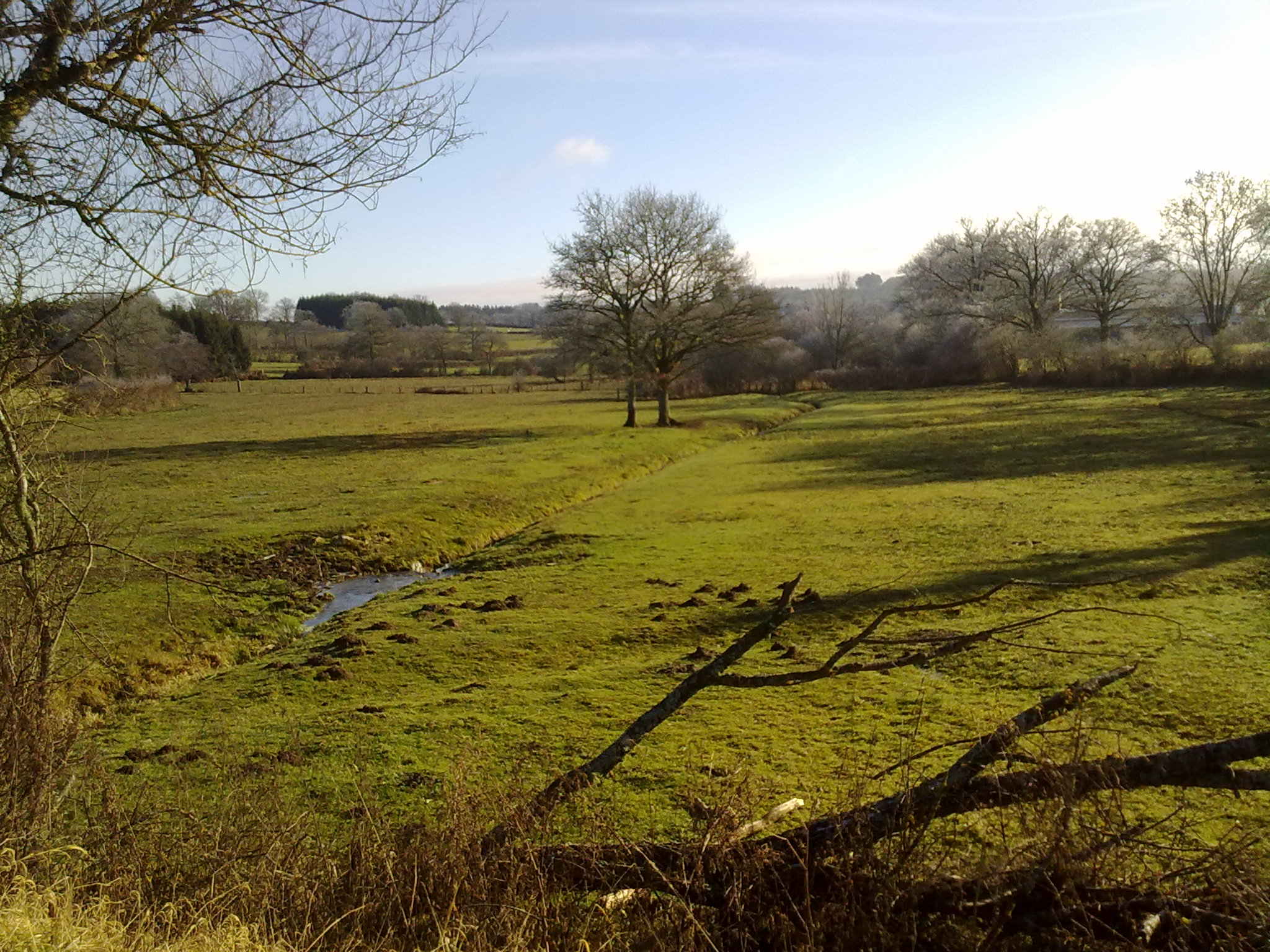
Campagne d'Espinasse vue de la RD 13.

| Saint-Maigner           | Saint-Maigner Saint-Julien-la-Geneste | Saint-Julien-la-Geneste |
| Bussières Roche-d'Agoux | la commune d'Espinasse                | Saint-Julien-la-Geneste |
| Charensat Biollet       | Biollet                               | Saint-Priest-des-Champs |

### Climat
Pour des articles plus généraux, voir Climat d'Auvergne-Rhône-Alpes et Climat du Puy-de-Dôme.
En 2010, le climat de la commune est de type climat des marges montargnardes, selon une étude du Centre national de la recherche scientifique s'appuyant sur une série de données couvrant la période 1971-2000. En 2020, Météo-France publie une typologie des climats de la France métropolitaine dans laquelle la commune est exposée à un climat de montagne ou de marges de montagne et est dans la région climatique Ouest et nord-ouest du Massif Central, caractérisée par une pluviométrie annuelle de 900 à 1 500 mm, maximale en automne et en hiver.
Pour la période 1971-2000, la température annuelle moyenne est de 8,8 °C, avec une amplitude thermique annuelle de 14,6 °C. Le cumul annuel moyen de précipitations est de 939 mm, avec 12,1 jours de précipitations en janvier et 8,2 jours en juillet. Pour la période 1991-2020, la température moyenne annuelle observée sur la station météorologique de Météo-France la plus proche, « Pionsat », sur la commune de Pionsat à 8 km à vol d'oiseau, est de 10,2 °C et le cumul annuel moyen de précipitations est de 917,2 mm,. Pour l'avenir, les paramètres climatiques de la commune estimés pour 2050 selon différents scénarios d'émission de gaz à effet de serre sont consultables sur un site dédié publié par Météo-France en novembre 2022.

### Sismicité
La commune est en zone de sismicité de type 2 donc faible.

### Voies de communication et moyens de transport

#### Voies routières
Depuis Saint-Gervais-d'Auvergne, on accède à la commune en prenant la route départementale 532 puis la RD 90 et pour finir la RD 62.
Quatre autres routes desservent également la commune : RD 13, RD 18, RD 516 et RD 528. Les autres routes sont à caractère communal ou vicinal.
L'embranchement autoroutier le plus proche, vers l'A89, est distant de trente-sept kilomètres. L'accès répertorié est la sortie 27, à Manzat.

#### Transports en commun
Un service de ramassage scolaire dessert la commune ainsi qu'un service de transport à la demande appelé Bus des Montagnes.
La gare SNCF la plus proche était la celle de Saint-Gervais—Châteauneuf, mais celle-ci est fermée depuis la fin 2007. Depuis, une liaison TER assure le transport par bus.

#### Équipement automobile des ménages
En 2007, 88,1 % des ménages résidant dans la commune disposaient au moins d'une voiture, soit 7,8 points de plus que la moyenne française et près de 2 points de plus que la moyenne des ménages du canton de Saint-Gervais-d'Auvergne. Par ailleurs, 41,3 % des ménages d'Espinasse possède au moins deux véhicules automobiles.

## Urbanisme

### Typologie
Au 1er janvier 2024, Espinasse est catégorisée commune rurale à habitat très dispersé, selon la nouvelle grille communale de densité à sept niveaux définie par l'Insee en 2022.
Elle est située hors unité urbaine et hors attraction des villes,.

### Occupation des sols
L'occupation des sols de la commune, telle qu'elle ressort de la base de données européenne d’occupation biophysique des sols Corine Land Cover (CLC), est marquée par l'importance des territoires agricoles (76,2 % en 2018), une proportion sensiblement équivalente à celle de 1990 (76,1 %). La répartition détaillée en 2018 est la suivante : 
prairies (53,7 %), forêts (23,8 %), zones agricoles hétérogènes (22,5 %). L'évolution de l’occupation des sols de la commune et de ses infrastructures peut être observée sur les différentes représentations cartographiques du territoire : la carte de Cassini (XVIIIe siècle), la carte d'état-major (1820-1866) et les cartes ou photos aériennes de l'IGN pour la période actuelle (1950 à aujourd'hui).

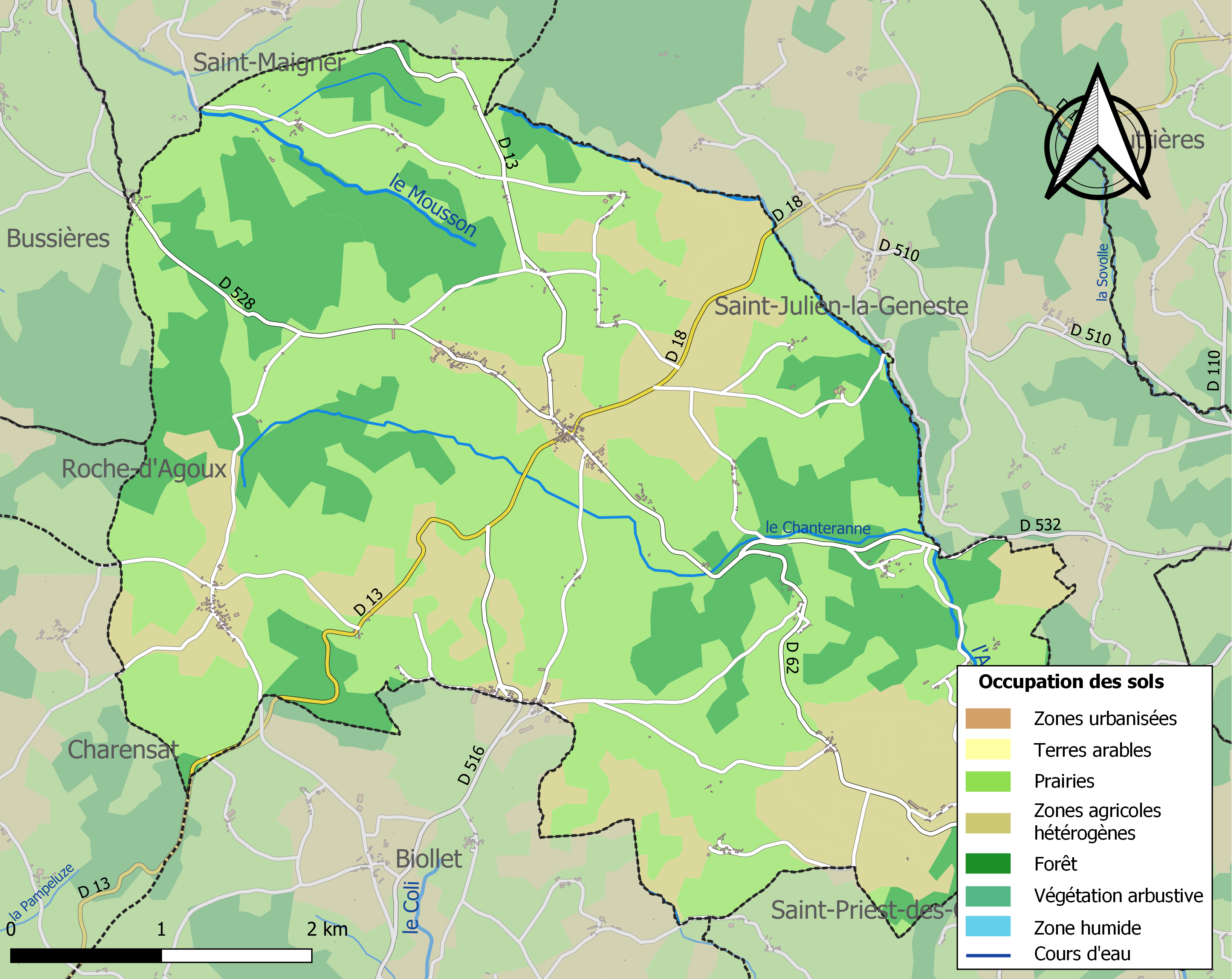
Carte des infrastructures et de l'occupation des sols de la commune en 2018 (CLC).

### Type de peuplement
La morphologie est de type village, à habitat groupé, contraint par un creux et encadré de plusieurs hameaux situés plus en hauteur. Le bourg, situé plus haut par rapport au fond du creux, permet l'évacuation de l'eau de pluie par des routes construites en pente avec des rigoles de chaque côté jusqu'aux ruisseaux.

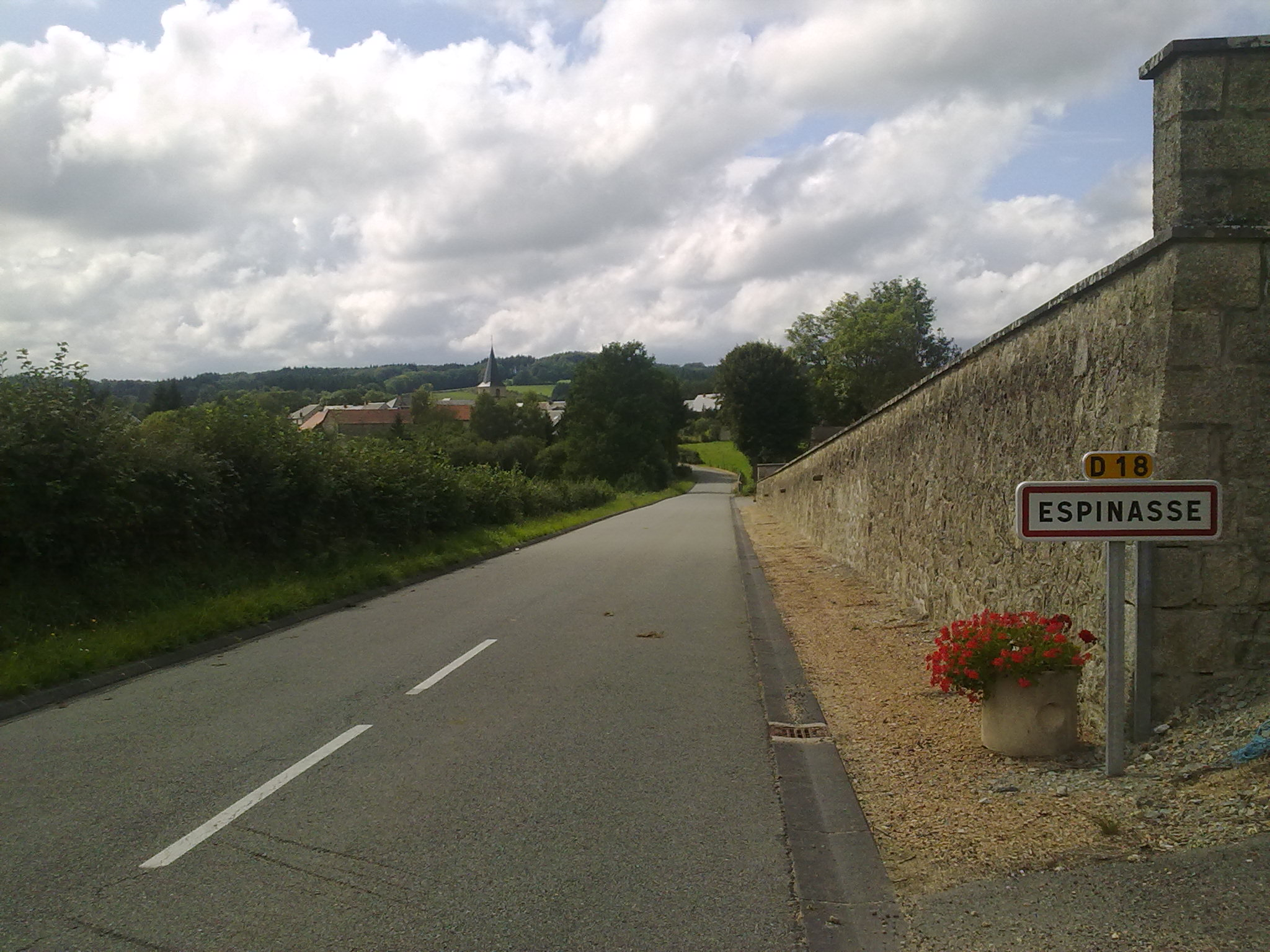
Vue d'Espinasse depuis la D 18.
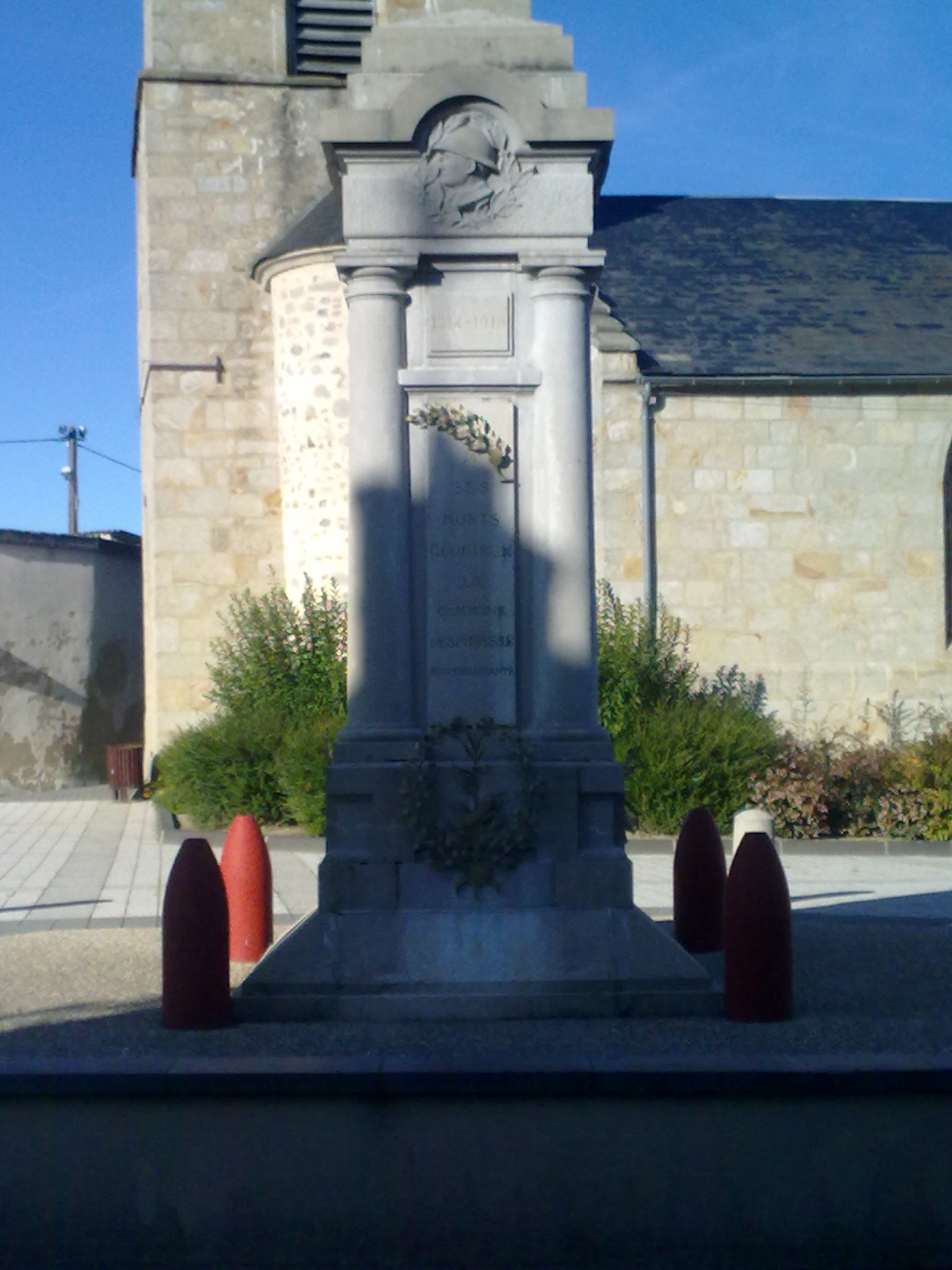
Le monument aux morts.

### Hameaux, écarts et lieux-dits
On retrouve plusieurs hameaux, lieux-dits et écarts dans la commune : Bois du Mas, Bordas, Cacherat, Chanteranne, Chausserue, Croche-Bœuf, Croizet, Freidefont, Grelet, la Bourgeade, la Gardelle, la Goutte, la Ribeyrolle, la Villefranche, Lacot, Lafayette, Latroux, le Champ de Praciaux, le Grand Pré, le Mazet, le Moulin du Pont, le Puy, les Audats, les Fargeottes, les Neuf Boules, les Prugnes, les Rochettes, les Septières, les Suchères, Longvert, Ludieu, Montivernoux, Murat, Pierrebrune, Pramagnat, Riberolle, Riolbet, Villecitroux.

### Logement
De manière traditionnelle, l'habitat est principalement composé de corps de fermes et fermettes (anciennes ou contemporaines) et de maisons (anciennes ou contemporaines) de commerçants et d'artisans. Plus récemment, la recherche de résidence secondaire, par des retraités, néoruraux ou Néerlandais, Belges et Britanniques, a permis la construction de nouveaux logements sur la commune, principalement dans les hameaux, ou le réaménagement d'anciens logements.

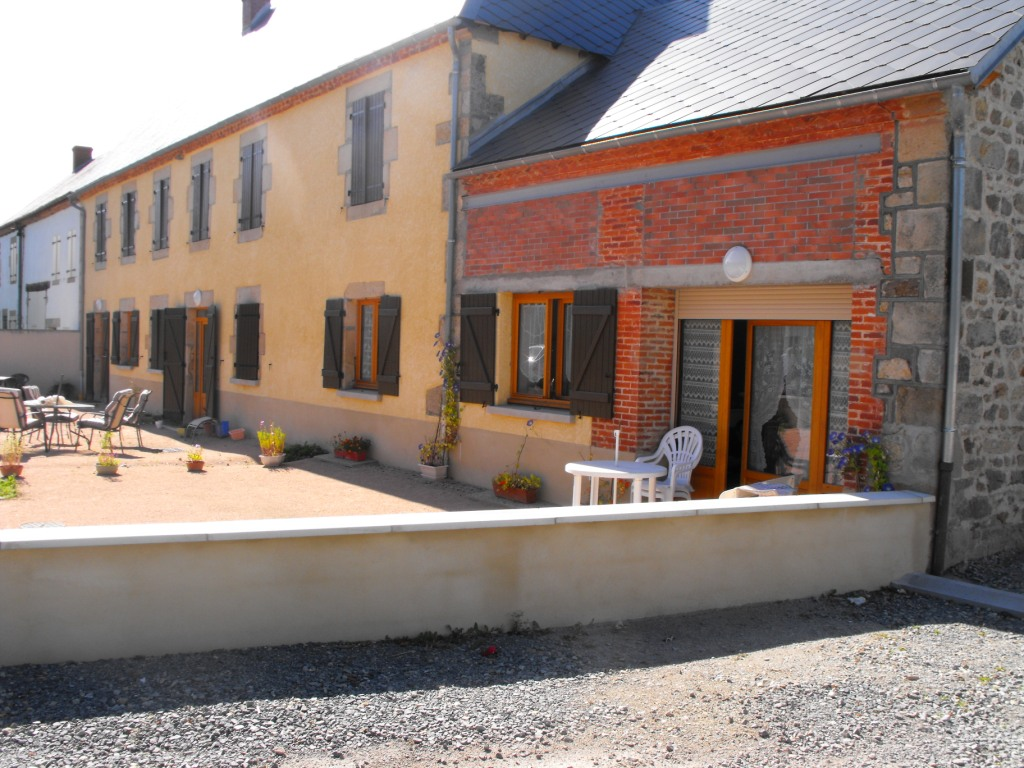
Maison des Gabelous

Ainsi, en 2007, la commune comprenait 276 logements, soit 30 de plus qu'en 1999. La part des résidences principales augmente et passe en huit ans de 50,8 % à 51,9 %. Sur les 276 logements, il y a 265 maisons individuelles et 11 appartements.
La proportion de résidents propriétaires est importante et en progression. En 2007, elle atteignait 82,5 % (contre 72,8 % en 1999). 80 % du parc résidentiel principal a été construit avant 1949. Plus de 77 % des résidences disposent au moins de quatre pièces. Le nombre moyen de pièces par logement est de 4,6.

### Réalisation d'aménagements
La construction de trois nouveaux logements et la rénovation de trois autres sont terminées. Ils sont mis en location depuis septembre 2011.

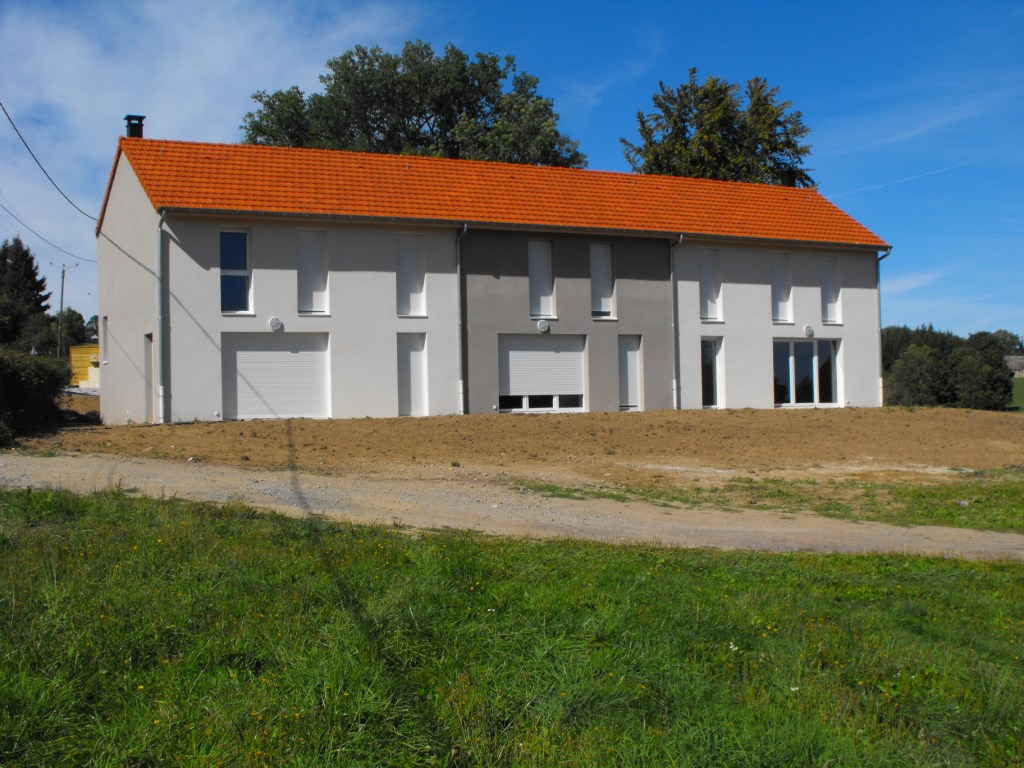
Résidence des Faux-Sauniers.

## Toponymie
Espinasse vient de l'occitan Espinassa, nom vernaculaire du village. Ce même terme vient du latin spina signifiant épine avec un augmentatif -acea ou -acia. Espinasse serait donc un endroit plein de buissons épineux.
Ainsi, en nord-occitan, Espinasse se nomme Espinassa, terme générique de langue occitane qui désigne un lieu planté d'épineux, un endroit où abondent les buissons à épines comme les ronces.
Le nom de la commune a évolué au fil du temps, passant de Espinassa vers 1157 à Lespinaça vers 1260. Puis il devint Epinasses vers 1793 et enfin Espinasse depuis 1801.

## Histoire
L'histoire d'Espinasse tient plus à ses hameaux qu'au bourg en lui-même.

### Les seigneurs de Pierrebrune

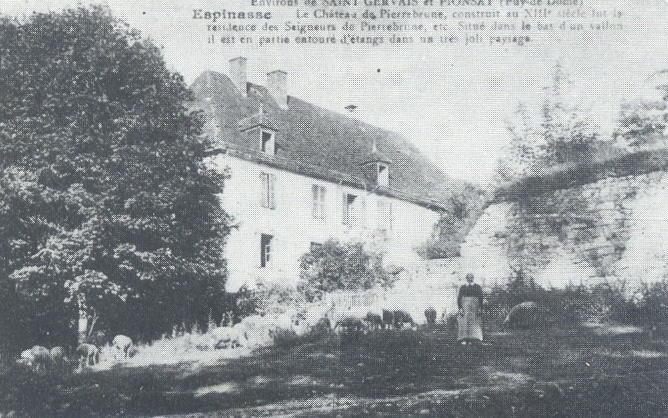
Le château de Pierrebrune à la moderne vers 1920.

Pierrebrune, hameau de la commune, est un ancien fief qualifié baronnie de Pierrebrune. Les principaux seigneurs d'Espinasse sont ceux de Pierrebrune dont le château, construit au XIIIe siècle, fut leur résidence. Toutefois, ceux de Pionsat, du Cheix (Biollet)… percevaient également des droits seigneuriaux sur certains villages de la paroisse.
Quelques seigneurs de Pierrebrune :
- Guillaume de Châteauneuf, chevalier. En 1443, il est l'un des vassaux des Rochedragon[Note 2], écuyers et seigneurs de Marcillat ;
- Jacques Le Loup, Chevalier (ainsi qu'une partie de sa descendance) ;
- Charles Frédéric de Montmorency, lieutenant général des armées du roi, gouverneur de Normandie, ainsi que son fils Charles François de Montmorency ;
- le duc d'Antin, seigneur de Pierrebrune ;
- Michel Gaspard Pasquanet de Lavaud (en 1755), ainsi que Denis Pasquanet de Lavaud en 1786.

Au début du XIXe siècle, c'est Blaise Baron, notaire à Etubeix (Saint-Julien-la-Geneste), qui devint le propriétaire du château de Pierrebrune. Les membres de la famille Baron étaient notaires royaux et baillis de père en fils et travaillaient pour le compte des seigneurs de Pierrebrune.

### Le hameau de la Villefranche
Ce nom lui vient, probablement, de la mise en place d'une villefranche, c'est-à-dire un territoire exempt de droits féodaux.
En août 1261, Guillaume de Rochedagoux, dit de Biollet, s'associe le comte Alphonse de Poitiers pour l'établissement d'une ville franche. Cette dernière comprend la forêt de Chaumonteix, celle de la Nogeyre, le village de Monteylet avec ses appartenances et bois, le village de Gouttière (Goterra) avec ses appartenances et bois et une partie du village de la Chabassière (Chabacera).
Le résultat, sans doute, de la transaction a été l'installation d'un grenier à sel à la Villefranche pour la collecte de la gabelle. Ainsi, le chef-lieu du grenier à sel de Saint-Gervais était à Villefranche, autrement dit la Vialle en patois local.
Le sel se payant jusqu'à six fois plus cher en Bourbonnais qu'en Auvergne, un faux-saunage d'envergure se mit en place dans la région d'autant plus que si le grenier à sel de la Villefranche était surveillé, celui du Montel-de-Gelat était libre. Ainsi, la nuit, des faux-sauniers (souvent des troupes de soldats en permissions, peu payés, des bandits ou de simples laboureurs) défiaient les agents des brigades des gabelles ou gabelous pour passer du sel en provenance du Montel pour le Bourbonnais ou le Berry par, en ce qui concerne la commune, les bois de la Ballade (vers Cacherat) et le bois de Pierrebrune, qui offraient de multiples cachettes. Les gabelous poussaient des cris pour se reconnaître entre eux, ainsi que les faux-sauniers et les contrebandiers. Mais ces cris étant à peu près identiques, ils se confondaient parfois entre eux. Des bagarres et des meurtres avaient alors lieu.

Malgré les risques encourus, un voyage à pied ou à cheval permettait d'améliorer considérablement les conditions de vie des contrebandiers. Les zones frontières comme les Combrailles étaient surveillées. Espinasse avait donc une brigade des gabelles composée de sept employés appelés. La plupart n'étaient pas originaires de la région et venaient plutôt d'Issoire, de Montluçon, voire du Pays basque'[source insuffisante].

### Le hameau de Lafayette
Autrefois, La Fayette était un fief qui appartenait probablement à la maison des Motier de la Fayette qui a contribué à l'indépendance des États-Unis. Il existait un château construit sur une butte qui a été détruit par les Protestants probablement vers 1567. De plus, des souterrains, en direction du Moulin du Pont, permettaient au seigneur et à ses sujets de soutenir un siège ou de s'enfuir par les voies les plus rapides, le cas échéant.
| Figure | Blasonnement                                                                         |
|        | Armes des Motier de La Fayette : De gueules à la bande d'or et à la bordure de vair. |

### Le hameau de Ludieu
En 1261, Ludieu (Loduyen) appartenait à Guillaume de Mazière, vassal de Guillaume de Roche d'Agoux, dit de Biollet, lui-même vassal du seigneur de Marcillat.

## Politique et administration

### Découpage territorial
La commune d'Espinasse est membre de la communauté de communes du Pays de Saint-Éloy, un établissement public de coopération intercommunale (EPCI) à fiscalité propre créé le 1er janvier 2017 dont le siège est à Saint-Éloy-les-Mines. Ce dernier est par ailleurs membre d'autres groupements intercommunaux. Jusqu'au 31 décembre 2016, elle faisait partie de la communauté de communes Cœur de Combrailles.
Sur le plan administratif, elle est rattachée à l'arrondissement de Riom, à la circonscription administrative de l'État du Puy-de-Dôme et à la région Auvergne-Rhône-Alpes. Elle faisait partie du canton de Saint-Gervais-d'Auvergne jusqu'en mars 2015.
Sur le plan électoral, elle dépend du canton de Saint-Éloy-les-Mines pour l'élection des conseillers départementaux, depuis le redécoupage cantonal de 2014 entré en vigueur en 2015, et de la deuxième circonscription du Puy-de-Dôme pour les élections législatives, depuis le dernier découpage électoral de 2010 (sixième circonscription avant 2010).

### Élections municipales et communautaires

#### Élections de 2020
Le conseil municipal d'Espinasse, commune de moins de 1 000 habitants, est élu au scrutin majoritaire plurinominal à deux tours avec candidatures isolées ou groupées et possibilité de panachage. Compte tenu de la population communale, le nombre de sièges à pourvoir lors des élections municipales de 2020 est de 11. La totalité des candidats en lice est élue dès le premier tour, le 15 mars 2020, avec un taux de participation de 63,46 %.
Depuis 2020, le conseil municipal compte trois femmes.

#### Chronologie des maires
La mairie est située à l'ouest de la place du village, au niveau de la route départementale 13.

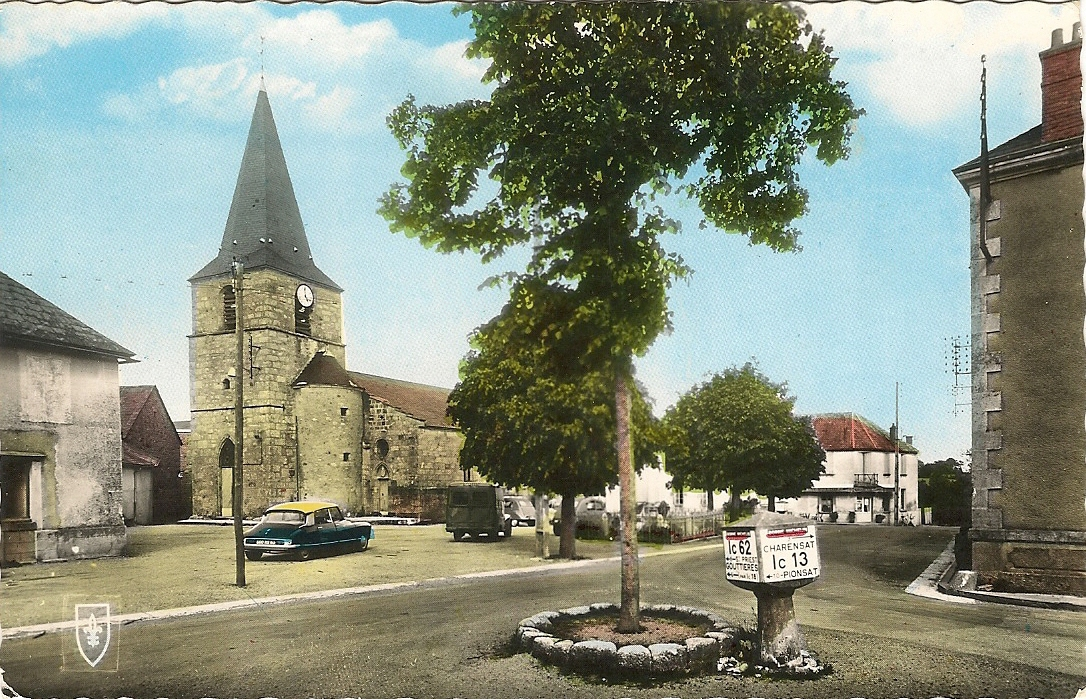
Le bourg d'Espinasse vers le milieu du XXe siècle.

| Période                                  | Période  | Identité             | Étiquette | Qualité |
| ---------------------------------------- | -------- | -------------------- | --------- | ------- |
| Les données manquantes sont à compléter. |          |                      |           |         |
| 1800                                     | 1808     | Gilbert Gory         |           |         |
| 1808                                     | 1813     | Annet Lecuyer        |           |         |
| 1813                                     | 1815     | Jean-Joseph Boutarel |           |         |
| 1815                                     | 1816     | Paul Sanne           |           |         |
| 1816                                     | 1818     | Amable Nouhen        |           |         |
| 1819                                     | 1830     | Charles Marien Baron |           |         |
| sept. 1830                               | 1840     | Claude Fribaud       |           |         |
| 1840                                     | 1849     | Charles Marien Baron |           |         |
| 1849                                     | 1875     | Frédéric Gory        |           |         |
| 1875                                     | 1877     | Marien Martin        |           |         |
| 1877                                     | 1885     | Jean Chabry          |           |         |
| 1885                                     | 1889     | Marien Lecuyer       |           |         |
| 1889                                     | 1893     | François Carton      |           |         |
| 1893                                     | 1895     | Gilbert Martin       |           |         |
| 1895                                     | 1904     | Etienne Gory         |           |         |
| 1904                                     | 1912     | Annet Charvillat     |           |         |
| 1912                                     | 1944     | Eugène Charvillat    |           |         |
| 1944                                     | 1959     | Michel Carte         |           |         |
| 1959                                     | 1975     | Roger Laroche        |           |         |
| 1975                                     | 2005     | François Gardet      |           |         |
| 2005                                     | 2020     | Marc Gidel           | GRS       |         |
| 2020                                     | En cours | Michel Bancarel      |           |         |

### Autres élections
Lors du scrutin du second tour de l'élection présidentielle française de 2017, 92 des 163 électeurs espinassois qui se sont exprimés, l'ont fait en faveur d'Emmanuel Macron, soit 56,44 %. Au premier tour, les votes se ventilaient ainsi :
| Voix                              | 43    | 40    | 38    | 36    | 21    | 11   | 3    | 2    | 2    | 0 | 0 |
| %                                 | 21,94 | 20,41 | 19,39 | 18,37 | 10,71 | 5,61 | 1.53 | 1,02 | 1,02 | 0 | 0 |
| Source : Ministère de l'Intérieur |       |       |       |       |       |      |      |      |      |   |   |

Lors du scrutin du second tour des élections législatives françaises de 2017, 95 des 134 électeurs espinassois qui se sont exprimés, l'ont fait en faveur de Christine Pirès-Beaune, soit 70,90 %. Au premier tour, les votes se ventilaient ainsi :
| Voix                              | 49    | 34    | 28    | 21    | 13   | 1    | 1    | 0 | 0 |
| %                                 | 33,33 | 23,13 | 19,05 | 14,29 | 8,84 | 0,68 | 0,68 | 0 | 0 |
| Source : Ministère de l'Intérieur |       |       |       |       |      |      |      |   |   |

### Instances judiciaires et administratives
Espinasse est dans le ressort de la cour d'appel de Riom. La commune est dans le ressort des tribunaux judiciaire et de commerce de Clermont-Ferrand et du tribunal de proximité de Riom. Le conseil de prud'hommes est lui aussi à Riom.

### Fiscalité
| Taxe                                                | Part communale | Part intercommunale | Part départementale | Part régionale |
| --------------------------------------------------- | -------------- | ------------------- | ------------------- | -------------- |
| Taxe d'habitation (TH)                              | 6,28 %         | 0,00 %              | 8,33 %              | 0,00 %         |
| Taxe foncière sur les propriétés bâties (TFPB)      | 9,32 %         | 0,00 %              | 12,26 %             | 4,77 %         |
| Taxe foncière sur les propriétés non bâties (TFPNB) | 54,23 %        | 0,00 %              | 23,95 %             | 10,92 %        |
| Taxe professionnelle (TP)                           | 0,00 %         | 18,27 %             | 8,70 %              | 3,76 %         |

### Jumelages
Au 1er août 2010, Espinasse n'est jumelée avec aucune commune.

## Population et société

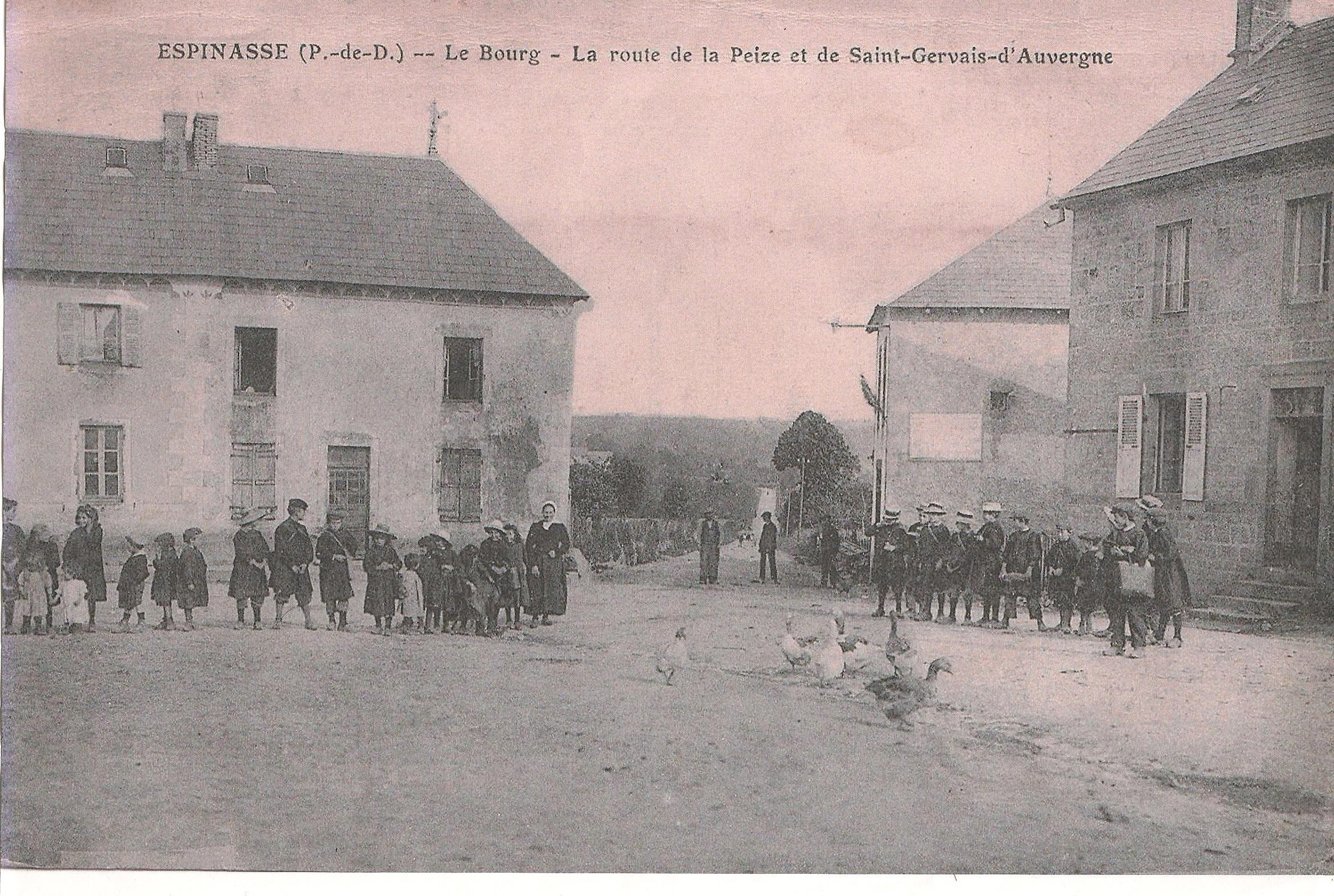
Le bourg en 1911.

### Démographie
En 2008, la population communale se composait de 322 habitants dont 35,6 % d'actifs et 18,1 % d'élèves ou d'étudiants. Les retraités représentaient 39 % du total. Le déclin démographique a débuté dès le début des années 1890 pour s'arrêter vers le début des années 1990. Le nombre d'habitants a stagné pendant environ 10 ans, puis la venue de nouveaux résidents en provenance d'autres communes, d'autres départements ou d'autres pays a favorisé le retour de la croissance démographique, qui reste assez faible cependant.

#### Évolution démographique
L'évolution du nombre d'habitants est connue à travers les recensements de la population effectués dans la commune depuis 1793. Pour les communes de moins de 10 000 habitants, une enquête de recensement portant sur toute la population est réalisée tous les cinq ans, les populations de référence des années intermédiaires étant quant à elles estimées par interpolation ou extrapolation. Pour la commune, le premier recensement exhaustif entrant dans le cadre du nouveau dispositif a été réalisé en 2006.

En 2022, la commune comptait 277 habitants, en évolution de −5,46 % par rapport à 2016 (Puy-de-Dôme : +2,1 %, France hors Mayotte : +2,11 %).
| 1793 | 1800 | 1806 | 1821  | 1831  | 1836  | 1841  | 1846  | 1851  |
| ---- | ---- | ---- | ----- | ----- | ----- | ----- | ----- | ----- |
| 837  | 823  | 735  | 1 021 | 1 025 | 1 018 | 1 124 | 1 200 | 1 182 |

| 1856  | 1861  | 1866  | 1872  | 1876  | 1881  | 1886  | 1891  | 1896  |
| ----- | ----- | ----- | ----- | ----- | ----- | ----- | ----- | ----- |
| 1 152 | 1 156 | 1 082 | 1 082 | 1 117 | 1 139 | 1 191 | 1 220 | 1 105 |

| 1901  | 1906  | 1911 | 1921 | 1926 | 1931 | 1936 | 1946 | 1954 |
| ----- | ----- | ---- | ---- | ---- | ---- | ---- | ---- | ---- |
| 1 157 | 1 024 | 974  | 952  | 903  | 771  | 739  | 633  | 593  |

| 1962 | 1968 | 1975 | 1982 | 1990 | 1999 | 2006 | 2011 | 2016 |
| ---- | ---- | ---- | ---- | ---- | ---- | ---- | ---- | ---- |
| 543  | 507  | 411  | 355  | 274  | 285  | 320  | 301  | 293  |

| 2021 | 2022 | - | - | - | - | - | - | - |
| ---- | ---- | - | - | - | - | - | - | - |
| 282  | 277  | - | - | - | - | - | - | - |

#### Pyramide des âges
La population de la commune est relativement âgée.
En 2018, le taux de personnes d'un âge inférieur à 30 ans s'élève à 20,3 %, soit en dessous de la moyenne départementale (34,2 %). À l'inverse, le taux de personnes d'âge supérieur à 60 ans est de 41,3 % la même année, alors qu'il est de 27,9 % au niveau départemental.
En 2018, la commune comptait 138 hommes pour 155 femmes, soit un taux de 52,90 % de femmes, légèrement supérieur au taux départemental (51,59 %).
Les pyramides des âges de la commune et du département s'établissent comme suit.
| Hommes | Classe d’âge | Femmes |
| ------ | ------------ | ------ |
| 0,7    | 90 ou +      | 2,6    |
| 14,7   | 75-89 ans    | 15,2   |
| 27,2   | 60-74 ans    | 22,2   |
| 25,4   | 45-59 ans    | 25,9   |
| 12,8   | 30-44 ans    | 12,7   |
| 9,9    | 15-29 ans    | 8,9    |
| 9,2    | 0-14 ans     | 12,4   |

| Hommes | Classe d’âge | Femmes |
| ------ | ------------ | ------ |
| 0,7    | 90 ou +      | 2,1    |
| 7,4    | 75-89 ans    | 10,2   |
| 17,7   | 60-74 ans    | 18,6   |
| 20,2   | 45-59 ans    | 19,2   |
| 18,4   | 30-44 ans    | 17,4   |
| 18,6   | 15-29 ans    | 17,2   |
| 17     | 0-14 ans     | 15,3   |

#### État matrimonial en 2007 et composition des ménages
| Marié(e)                               | Veuf(veuve) | Divorcé(e) | Célibataire |
| -------------------------------------- | ----------- | ---------- | ----------- |
| 45,6 %                                 | 12,9 %      | 5,9 %      | 35,7 %      |
| Source : Chiffres clés de l'INSEE 2007 |             |            |             |

Le nombre de ménages passe de 125 en 1999 à 143 en 2007. Le nombre moyen de personnes par ménage est passé sur la même période de 2,3 à 2,2.

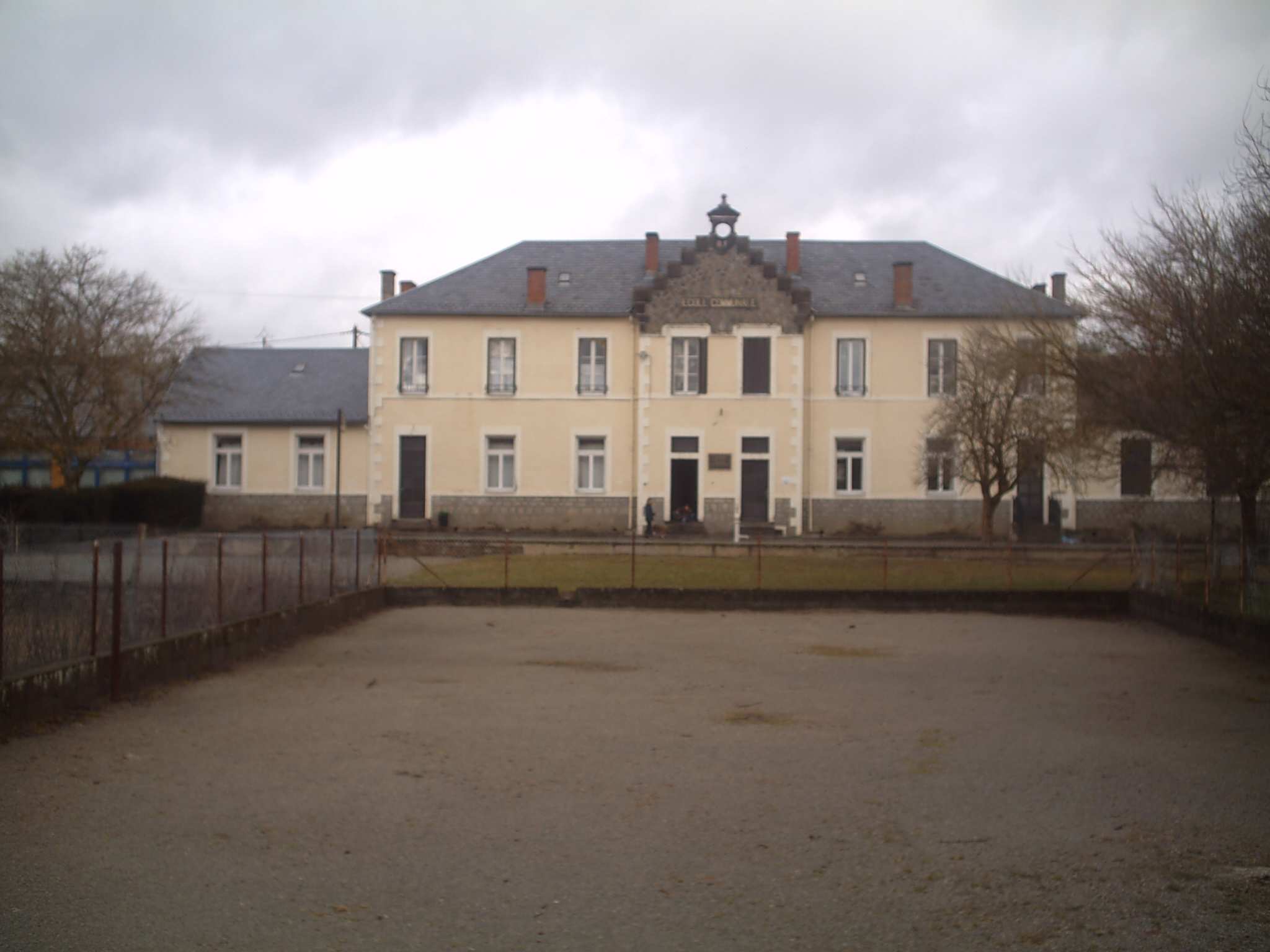
L'école communale.

#### Mobilité résidentielle sur cinq ans
Depuis 2002, 18,2 % de la population provient d'une autre région ou de l'étranger. 65,5 % des résidents n'ont pas déménagé tandis que 6,1 % des résidents ont changé de logement tout en restant au sein de la commune.

### Enseignement
La commune d'Espinasse dépend de l'académie de Clermont-Ferrand et l'école primaire de la commune dépend de l'Inspection académique du Puy-de-Dôme. Pour le calendrier des vacances scolaires, Espinasse est en zone A.
La commune dispose d'une école primaire inscrite dans le cadre du regroupement pédagogique intercommunal avec les communes de Charensat et de Biollet. Elle s'est inscrite dans le cadre des actions pour les écoles rurales du plan de relance économique de la France de 2008-2009.
La scolarisation en collège public s'effectue à Saint-Gervais-d'Auvergne, tandis que les lycées publics généralement fréquentés sont ceux de Riom (lycée Claude-et-Pierre-Virlogeux) et de Montluçon (lycées Madame-de-Staël et Paul-Constans).

### Santé
Des infirmières, en provenance d'autres communes, exercent de manière libérale à domicile. Les médecins les plus proches sont ceux de Charensat, de Saint-Gervais-d'Auvergne et de Pionsat. Les pharmacies les plus proches sont celles de Saint-Gervais-d'Auvergne et de Pionsat. Pour les soins nécessitant des structures d'accueil mieux équipées, les patients sont généralement acheminés vers le centre hospitalier de l'arrondissement de Riom (CHAR) situé au no 1 du boulevard Étienne-Clémentel à Riom.
La station thermale la plus proche d'Espinasse est située à Châteauneuf-les-Bains. Elle traite en particulier les rhumatismes tels que l'arthrite et l'arthrose.
Depuis 2010, la commune possède un défibrillateur à côté de la mairie.

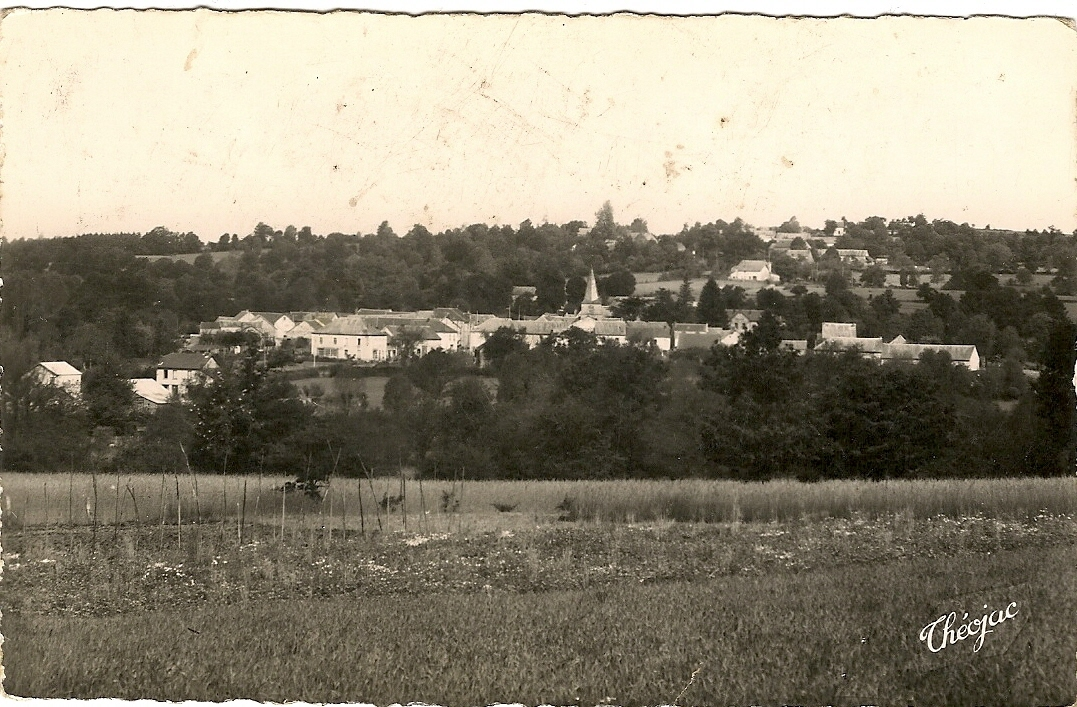
Vue d'Espinasse depuis le chemin dit du Moulin.

### Sports, tourisme et loisirs
Il existe une table de tennis de table située à proximité de l'école.
Le tourisme rural connaît un essor depuis une dizaine d'années dans la région. Quatre gîtes de France et une table et chambres d'hôtes sont présents sur le territoire de la commune et peuvent accueillir jusqu'à 25 personnes au total.
Un circuit de randonnée mène au Puy de Chazelle et les chemins qu'empruntaient auparavant les contrebandiers du sel peuvent être parcourus, mais il vaut mieux être muni d'une carte des sentiers du Puy-de-Dôme.
L'asinerie Volc'Ânes, située à Longvert, propose des randonnées dans le parc naturel régional des Volcans d'Auvergne.
La chasse est une activité assez pratiquée dans la commune avec l'existence d'une société qui délivre les cartes de chasse pour la saison et organise les chasses en groupe. La chasse individuelle est également pratiquée. Le gibier est composé principalement de sangliers, de chevreuils, de lièvres, de faisans et de perdrix. La chasse au renard est également pratiquée car il est considéré comme nuisible, en décimant les poulaillers et le gibier volant, et il est présent en très grand nombre sur la commune, ce qui pourrait provoquer l'apparition de maladies au sein de l'espèce.

### Médias
Le quotidien La Montagne propose une édition locale aux communes de l'arrondissement de Riom. Il traite des faits divers, de la politique, des évènements sportifs et culturels au niveau local, national et international.
Les stations de radio nationales sont disponibles ainsi que les programmes de France Bleu Pays d'Auvergne et Radio Arverne.
La chaîne France 3 Auvergne est disponible dans la région. La chaîne privée Clermont Première était également disponible et traitait des infos locales, de l'histoire régionale, des personnalités locales, de gastronomie, de musique, etc. Cette dernière n'existe plus.
Un bulletin municipal est édité chaque année et disponible sur le site internet de la commune.

### Cultes
Pour le culte catholique, Espinasse dépend de la paroisse Sainte Marie en Combrailles au sein du diocèse de Clermont.

## Économie
En 2007, on dénombrait 114 personnes en activité, soit 30 % d'actifs ayant un emploi et 5,6 % de chômeurs correspondant à des taux d'activité de 64 % et de chômage de 15,8 %.

### Revenus de la population et fiscalité
En 2008, le revenu fiscal médian par ménage était de 13 079 €, ce qui plaçait Espinasse au 30 437e rang  parmi les 31 604 communes de plus de 50 ménages en métropole.
| Année                                                                                            | Nombre de foyers fiscaux | Revenu fiscal de référence des foyers fiscaux | Impôt net (total) | Nombre de foyers fiscaux imposables | Revenu fiscal de référence des foyers fiscaux imposables | Traitements et salaires    | Traitements et salaires | Retraites et pensions      | Retraites et pensions |
| Année                                                                                            | Nombre de foyers fiscaux | Revenu fiscal de référence des foyers fiscaux | Impôt net (total) | Nombre de foyers fiscaux imposables | Revenu fiscal de référence des foyers fiscaux imposables | Nombre de foyers concernés | Montant                 | Nombre de foyers concernés | Montant               |
| ------------------------------------------------------------------------------------------------ | ------------------------ | --------------------------------------------- | ----------------- | ----------------------------------- | -------------------------------------------------------- | -------------------------- | ----------------------- | -------------------------- | --------------------- |
| 2009                                                                                             | 180                      | 2 799 466                                     | 82 145            | 60                                  | 1 715 436                                                | 67                         | 1 319 383               | 97                         | 1 570 444             |
| 2008                                                                                             | 178                      | 2 616 062                                     | 39 308            | 62                                  | 1 619 384                                                | 74                         | 1 280 610               | 95                         | 1 411 269             |
| 2007                                                                                             | 182                      | 2 618 421                                     | 53 212            | 64                                  | 1 602 471                                                | 84                         | 1 284 467               | 91                         | 1 376 439             |
| 2006                                                                                             | 184                      | 2 629 362                                     | 69 188            | 67                                  | 1 658 599                                                | 87                         | 1 424 252               | 94                         | 1 251 111             |
| 2005                                                                                             | 183                      | 1 930 582                                     | 68 393            | 59                                  | 1 136 659                                                | 87                         | 1 419 994               | 90                         | 1 109 979             |
| 2004                                                                                             | 179                      | 1 790 169                                     | 68 631            | 55                                  | 1 057 323                                                | 79                         | 1 358 167               | 88                         | 1 002 888             |
| 2003                                                                                             | 177                      | 1 718 569                                     | 66 804            | 49                                  | 969 594                                                  | 77                         | 1 271 834               | 84                         | 917 495               |
| Sources des données : ministère du Budget, des comptes publics et de la fonction publique - 2010 |                          |                                               |                   |                                     |                                                          |                            |                         |                            |                       |

### Emploi
En 2007, le taux de chômage à Espinasse était de 15,8 % contre 9,7 % en 1999.
|                             | Agriculteurs | Artisans, commerçants, chefs d'entreprise | Cadres, professions intellectuelles | Professions intermédiaires | Employés | Ouvriers |
| --------------------------- | ------------ | ----------------------------------------- | ----------------------------------- | -------------------------- | -------- | -------- |
| Espinasse                   | 23,1 %       | 11,5 %                                    | 0 %                                 | 11,5 %                     | 30,8 %   | 23,1 %   |
| Moyenne nationale           | 2,4 %        | 6,4 %                                     | 12,1 %                              | 22,1 %                     | 29,9 %   | 27,1 %   |
| Sources des données : Insee |              |                                           |                                     |                            |          |          |

### Secteur agricole
Globalement, le nombre d'activités n'a cessé de décroître et celles encore présentes sont essentiellement liées au secteur agroalimentaire.
Il ne reste plus qu'une dizaine d'exploitations agricoles « classiques ».
Céréales et maïs sont les principales plantes cultivés dans la commune. La pratique de la polyculture résiste mais la diversification des semences est moins importante qu'il y a vingt ans. L'élevage subsiste encore et il est essentiellement bovin, avec des troupeaux de Charolaises pour la viande, et une petite production laitière est encore présente. Par contre, l'élevage ovin a quasiment disparu.

### Entreprises

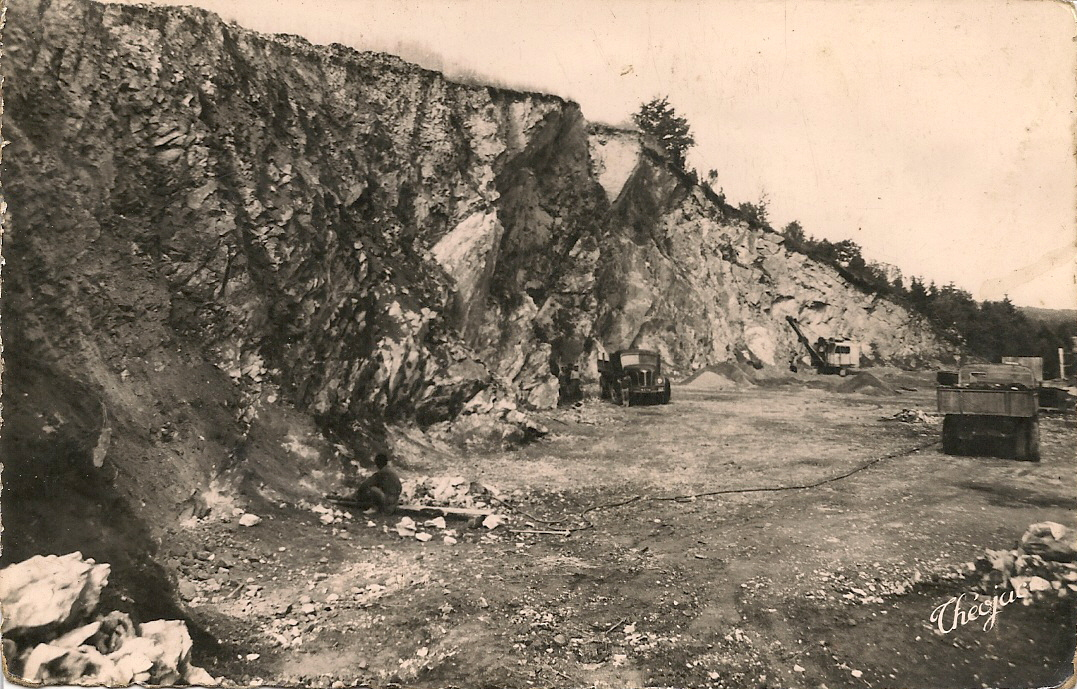
Les anciennes carrières de granit des Rochettes.

La coopérative agricole et agroalimentaire française Axéréal Elevage (ex-Gauvin-Legrand), spécialisée dans les métiers de l'agriculture, est implantée dans la commune.

### Artisanat et commerce
Un café est présent au bourg.
Un boulanger ambulant dessert la commune régulièrement ainsi qu'un boucher, un épicier, un laitier et un fromager.

### Services
La commune bénéficie d'une agence postale communale ainsi que d'une salle informatique et multimédia située à proximité de l'école communale.

## Culture et patrimoine

### Manifestations culturelles et festivités
Un comité des fêtes organise des concours de pétanque, des concours de belote ainsi que des bals. Il est l'organisateur de la Fête des Foins qui existe depuis 1998 et qui a lieu au mois de juillet.
La brocante des vacances (depuis 2007) a lieu le dernier dimanche du mois de juin. Son édition de 2009 a accueilli plus de 120 exposants, soit près de deux fois plus que l'année d'inauguration.
Le Club de l'Amitié est le nom du club du troisième âge qui organise des concours de pétanque, des concours de belote, des lotos ainsi que des voyages.

### Monuments et lieux touristiques

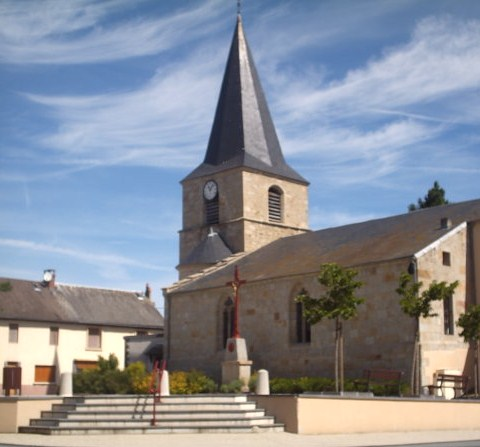
L'église Saint-Martin d'Espinasse.

#### Monuments religieux
L'église Saint-Martin, très ancienne, est en partie romane mais a été modifiée à la 2e époque ogivale. Un élément statuaire en pierre blanche peinte montre sainte Marguerite d'Antioche terrassant le dragon. Il date du XVe siècle. Saint Martin est le patron de la paroisse mais elle est également sous la protection de saint Gal, second patron.
L'église a souvent été endommagée comme en 1793 où, à la suite du décret du 10 novembre de la même année relatif à l'abolition des cultes, les cloches sont fondues et transformées en canon (artillerie). Le clocher est donc démoli et n'est toujours pas reconstruit en 1817. C'est la commune qui décide, après délibérations du conseil municipal en 1817, de rebâtir le clocher. Elle contribue pour une large part à la remise en état de l'église. Le financement est complété par les dons volontaires faits par chaque propriétaire. En 1824, elle est toujours en très mauvais état et le curé Jaladon envoie une lettre à Monseigneur l'évêque de Clermont-Ferrand qui lui dit que « l'église a besoin de réparations urgentes, pour éviter un écroulement total. Une des deux chapelles étant tombées, elle doit être promptement relevée pour conserver l'édifice ».

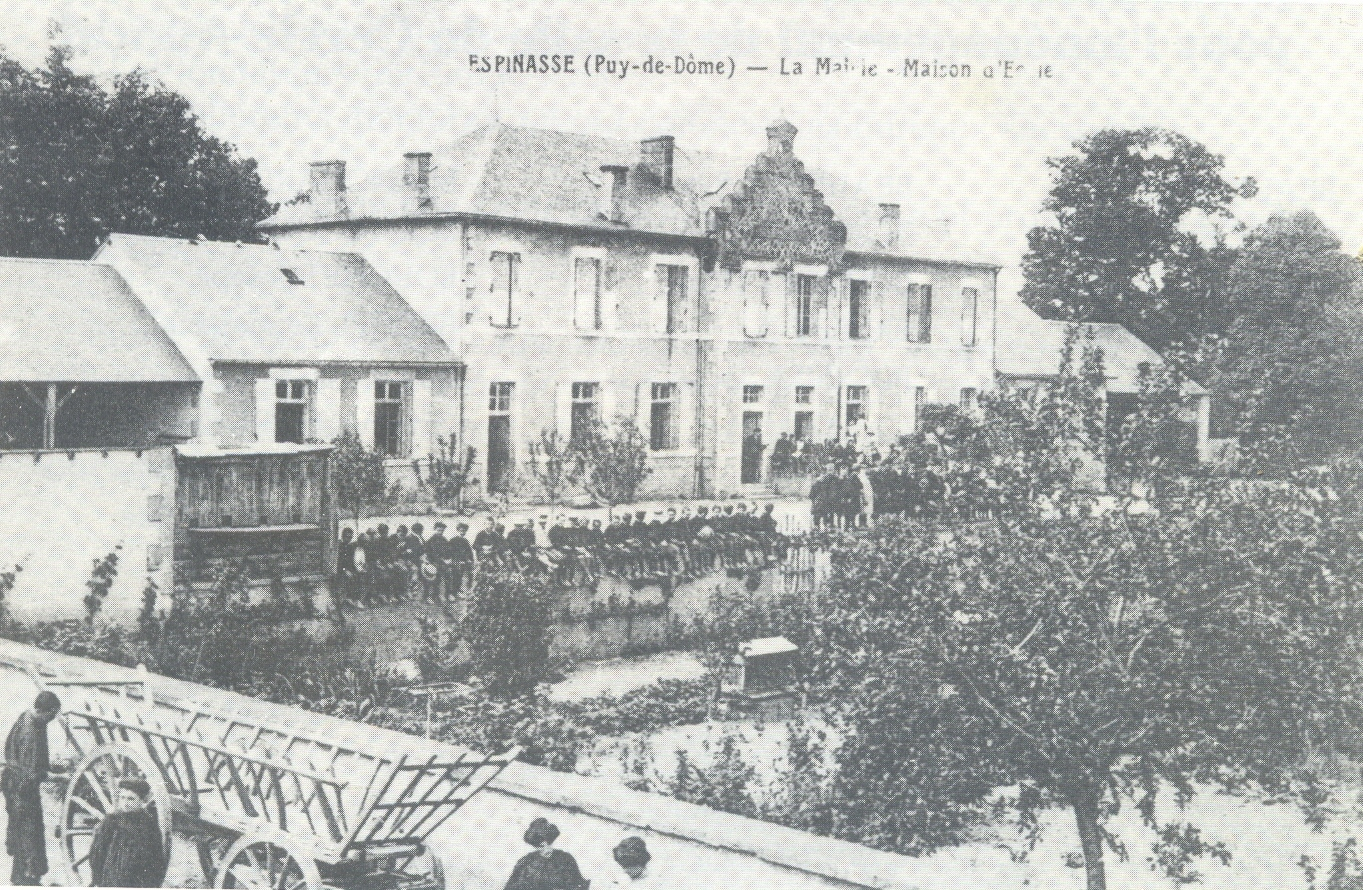
La Mairie-Maison d'école vers 1929.

Le clocher a également été endommagé à deux reprises : en juin 1893 par un incendie dû à une grande sécheresse et en juillet 1897 par la foudre.

#### Monuments laïcs
L'école communale, achevée le 2 décembre 1900, était également une mairie. Le bâtiment s'appelait Mairie et Maison d'école, à l'époque.
Le site de la Résistance à Cacherat -Camp Gabriel Péri- où fut accueilli, le 23 octobre 1943, l'un des deux groupes des évadés de la prison du Puy.

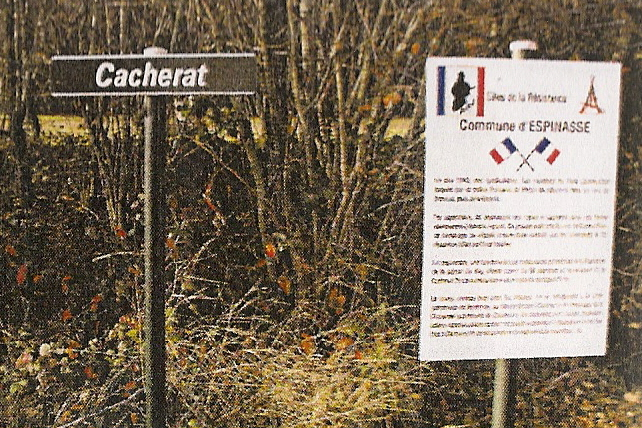
Site de la Résistance à Cacherat.

Le château de Pierrebrune, datant du XIIIe siècle, rebâti à la moderne, fut la demeure des seigneurs d'Espinasse. En juin 1440, pendant la Praguerie, le roi Charles VII, qui venait d'Auzances et allait à Montaigut-en-Combraille, passa à Pierrebrune.

### Héraldique
La commune ne possède pas de blason.